# Bahnhof Altenbeken
Bahnhof Altenbeken vasútállomás Németországban, Altenbeken településben. A német vasútállomás-kategóriák közül a második csoportba tartozik. 1864. október 1.-ben nyílt meg.

## Vasútvonalak
Az állomást az alábbi vasútvonalak érintik:
- S-Bahn Hannover

## Kapcsolódó állomások
A vasútállomáshoz az alábbi állomások vannak a legközelebb:
- Steinheim (Westf) station
- Paderborn Central Station